# IPad (5-го поколения)
iPad 9,7-дюймовый (официально iPad 5-го поколения) — это планшетный компьютер, разработанный и продаваемый Apple Inc. называемый, как iPad 5, в том числе «iPad седьмого поколения» или «iPad (2017)».
В отличие от iPad Air 2, у этого iPad нет полностью ламинированного дисплея, а также отсутствует антибликовое покрытие.
iPad получил в целом положительные отзывы. Его высоко оценили за производительность: обозреватели утверждали, что модель была заметно быстрее, чем старые модели iPad, а также получили положительные отзывы за ее цену и время автономной работы. Однако его критиковали за отсутствие ламинированного и антибликового экрана, отсутствие поддержки Apple Pencil и отсутствие Smart Connector для аксессуаров, таких как подключаемые клавиатуры, причем последние два из этих критических замечаний были устранены с введением iPad (6-го поколения) годом позже. Его начальная цена в Соединенных Штатах была самой низкой за всю историю iPad, при этом СМИ отмечали, что более низкая цена может быть попыткой стимулировать более широкое внедрение планшета в образовательном секторе, а также для предприятий, которым нужны недорогие планшеты для нетребовательного использования.
27 марта 2018 года Apple анонсировала своего преемника — iPad шестого поколения. Это также ознаменовало прекращение выпуска iPad 2017 года.

## История
Эта модель iPad была анонсирована Apple 24 марта 2017 года в пресс-релизе. Вокруг его названия возникла путаница: в маркетинге его называли просто «iPad», но в официальных заявлениях и спецификациях он назывался «iPad пятого поколения». Другие источники называют его «iPad седьмого поколения», включая iPad Air и iPad Air 2 как iPad пятого и шестого поколения соответственно. Его также называют «iPad 2017».

### Цена
Мэтт Капко из CIO.com написал, что начальная цена в США на iPad в размере 329 долларов, что на 70 долларов меньше, чем на iPad Air 2, похоже, была разработана, чтобы отразить вторжение ноутбуков Chromebook от Google в образовательный сектор и способствовать более широкому распространению, внедрение в клиентских терминалах. Капко также написал, что устройство предназначено для предприятий, которым требуются недорогие планшеты для нетребовательного использования, в том числе в качестве киосков, кассовых терминалов и гостиничных экранов.

## Описание
iPad пятого поколения имеет общие элементы дизайна с iPad Air, с экраном 9,7 дюймов (25 см), толщиной 7,5 мм и такими отличиями, как отсутствие физического переключателя отключения звука, меньший размер отверстия для микрофона и только один ряд отверстий для динамиков. По сравнению с iPad Air 2 процессор обновлен с Apple A8X до A9 со встроенным сопроцессором движения Apple M9. iPad пятого поколения имеет 2 гигабайта оперативной памяти. В отличие от других доступных моделей iPad, дисплей этого iPad не полностью ламинирован и не имеет антибликового покрытия. Однако у этого iPad более яркий экран, чем у iPad Air 2 (на 25% ярче, по данным Apple). Он доступен в вариантах хранения 32 и 128 ГБ. В отличие от линейки iPad Pro, этот iPad имеет только два динамика (а не четыре), не поддерживает Smart Connector и не имеет вспышки камеры. Он предлагается в серебристом, золотом и космическом сером цветах. Несмотря на использование процессора Apple A9 и сопутствующего сопроцессора движения M9, представленного вместе с iPhone 6S в 2015 году, iPad не поддерживает постоянно включенный голосовой ввод «Привет, Siri». -мощность обработки в тогда еще новых чипах. Использование «Привет, Siri» ограничено, когда iPad подключен к источнику питания.

## Производительность
Новый процессор Apple A9 в 1,6 раза быстрее при выполнении операций и в 1,8 раза производительнее в графике по сравнению с Apple A8. Но стоит учесть, что в iPad Air 2 (устройству более высокого класса, на замену которому был выпущен iPad 2017) используется более производительный вариант SOC, а именно Apple A8X, который примерно идентичен обычному Apple A9. Также добавлен новый (теперь уже интегрированный в SOC) сопроцессор движения М9.

## Реакция общественности
iPad получил в целом положительные отзывы. Дитер Бон из The Verge написал, что «это тонкий и быстрый планшет», и похвалил экран за «очень хороший», несмотря на то, что у него нет «причудливого дисплея True Tone, который есть у iPad Pro, и у него нет некоторых из то, что сделало экран iPad Air 2 таким красивым: ламинирование и антибликовое покрытие». Он раскритиковал отсутствие поддержки подключаемых клавиатур и Apple Pencil, похвалив процессор A9 за то, что он «значительно быстрее, чем старые iPad», хотя и отметил, что он «не обязательно значительно быстрее, чем iPad Air 2», и «не такой быстрый, как iPad Pro». Ему также не понравилось, что в iPad есть только два динамика, а не четыре в iPad Pro, и резюмируя общий обзор словами: «По сути, я пытаюсь сказать вам, что это iPad. Вы верите, что iPad — достойные планшеты. и что у них есть базовый уровень качества, скорости и функциональности» и «Получите один, если он вам нужен, но не подчеркивайте, что вы упускаете возможность, если вам это не нужно».
Саша Сеган из журнала PC Magazine написал, что «Apple iPad доступнее, чем когда-либо», и отметил, что «хотя у существующих владельцев iPad нет особых причин для обновления, цена нового iPad наносит удар в сердце многих конкурирующих планшетов Android». Критикуя неламинированный дисплей за то, что он «немного более размыт, чем его предшественник», он утверждал, что «не смог увидеть измеримой разницы» и что это «номинальное ухудшение качества, которое на самом деле не имеет значения в повседневной жизни». Сеган также похвалил производительность по сравнению с предыдущими моделями iPad, а также похвалил улучшенную производительность Wi-Fi, написав, что она «весьма впечатляет»: «удвоенная скорость Wi-Fi на новом iPad, чем у Air 2». Джефф Бенджамин из 9to5Mac написал: «Конечно, ему не хватает великолепного многослойного антибликового дисплея iPad Air 2, и, конечно же, он не такой тонкий ни по толщине, ни по весу. Но нельзя отрицать, что iPad 2017 года с двухъядерным процессором A9 на буксире, это хорошая ценность». Он описал планшет как «надежную покупку для тех, кто обновляется, и новых пользователей».
Игорь Бонифачич из MobileSyrup также похвалил производительность, а также количество доступных приложений для iPad, но раскритиковал камеру за то, что она устарела и несовместима с клавиатурой/карандашом должен быть захватывающим, последний планшет Apple представляет собой повторяющееся обновление, предназначенное для определенного подмножества потребителей». Бонифачич также назвал планшет «идеальным для тех, кто впервые покупает планшет». Крис Веласко из Engadget похвалил время автономной работы, назвав его «одним из лучших iPad, которые мы тестировали», но также раскритиковал отсутствие антибликового покрытия на дисплее, назвав это «еще одной мерой экономии, которую я бы хотел, чтобы Apple пересмотрела»."